# Archie Hunter
Archibald (Archie) Hunter (ur. 23 września 1859 w Joppa, zm. 29 listopada 1894 w Birmingham) – piłkarz szkocki, który przez większość swojej kariery występował w Aston Villi. Był pierwszym kapitanem klubu z Birmingham, który w 1887 roku wzniósł Puchar Anglii.

## Kariera piłkarska
Hunter rozpoczął piłkarską karierę w szkockim Third Lanark, następnie przeszedł do Ayr Thistle. W sierpniu 1878 roku przeprowadził się do Birmingham w poszukiwaniu pracy, którą niebawem znalazł. Wówczas za namową współpracownika wstąpił do lokalnego klubu Aston Villi. Kapitanem zespołu był inny Szkot – George Ramsey. Wraz z nim Hunter wprowadził do drużyny kombinacyjny styl gry, w którym piłkarze podawali piłkę między sobą; jego pionierami byli piłkarze Royal Engineers w latach siedemdziesiątych XIX wieku. W Anglii większość klubów jednak dalej preferowała grę dryblingiem.
W 1882 roku karierę zakończył George Ramsey, a nowym kapitanem zespołu został Hunter. Dwa lata później Aston Villa rozegrała u siebie towarzyskie spotkanie z najbardziej utytułowaną wówczas drużyną szkocką Queen’s Park. Mecz wygrali gospodarze 2:1, a po nim Hunter powiedział: „W drodze do domu podążał za mną wiwatujący tłum, jakbym zwyciężył w Bitwie pod Waterloo”.
W sezonie 1886/87 Aston Villa zdobyła ponad 130 bramek. Dzięki postawie Huntera zespół dotarł do finału Pucharu Anglii, gdzie pokonał lokalnego rywala – West Bromwich Albion 2:0. Hunter został pierwszym piłkarzem, który zdobył bramkę w każdej rundzie tego turnieju.
W pierwszym sezonie rozgrywek The Football League Aston Villa zajęła 2. miejsce, a Hunter zdobył 7 bramek w 19 meczach. Nigdy jednak nie zagrał w reprezentacji Szkocji, gdyż do kadry powoływani byli wówczas piłkarze występujący wyłącznie w szkockich klubach.
4 stycznia 1890, w meczu, w którym przeciwnikiem był Everton doznał zawału serca. Za radą lekarzy zakończył piłkarską karierę. Zmarł 20 listopada 1894 roku w Birmingham z powodu niewydolności serca.
W 1998 roku został wprowadzony do klubu 100 piłkarzy-legend The Football League.

## Sukcesy
Aston Villa
- Puchar Anglii zwycięzca (1): 1886/1887